# Władysław Patycki
Władysław Patycki (ur. 14 stycznia 1937 w Ciemierzyńcach, zm. 23 czerwca 2008 w Rzeszowie) – polski piłkarz, trener, poseł na Sejm PRL IX kadencji, starszy mistrz w WSK Rzeszów (od 1954), absolwent technikum mechaniczno-elektrycznego dla pracujących (1977).

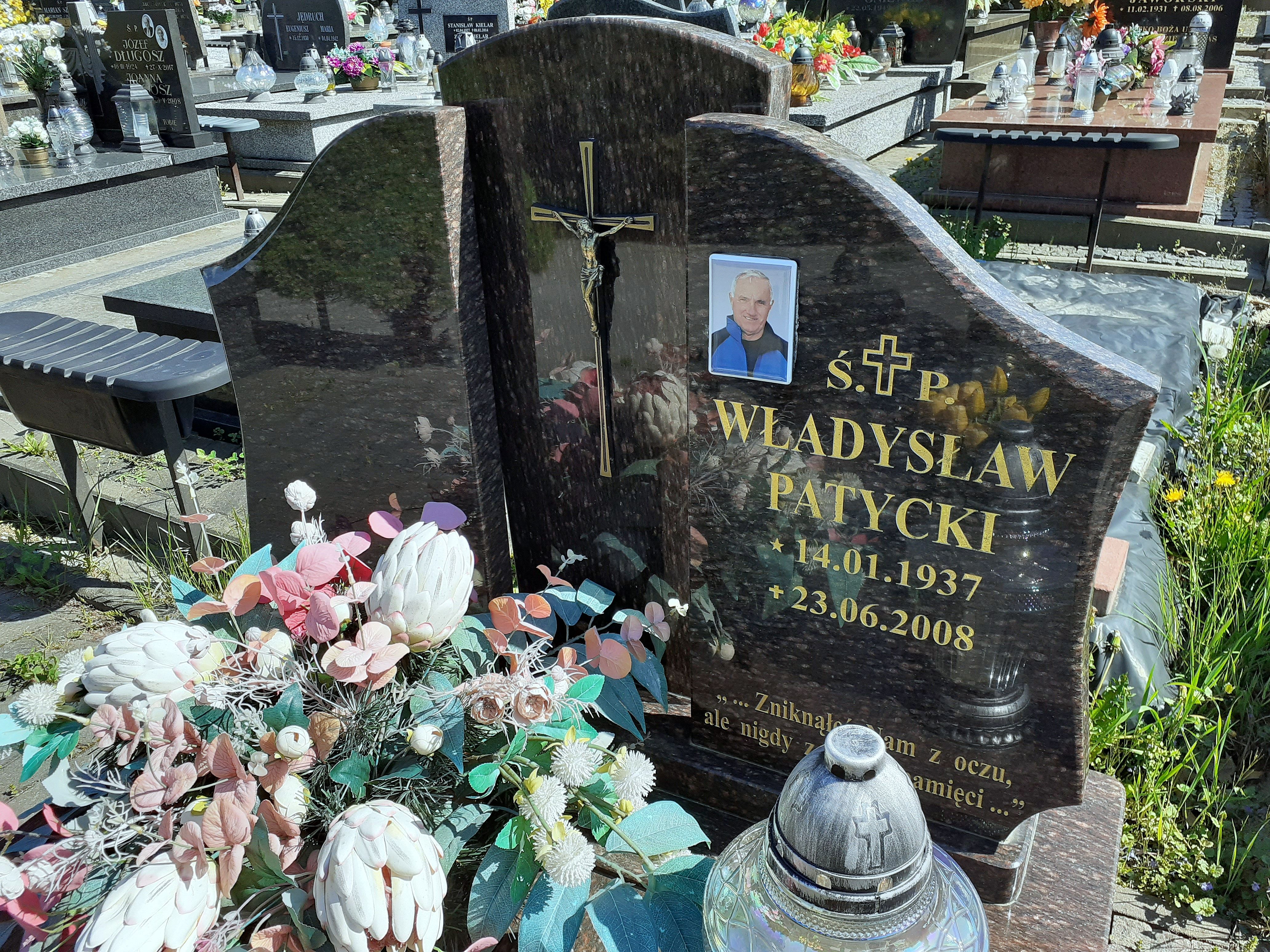
Nagrobek Władysława Patyckiego

## Życiorys

### Kariera sportowa i działalność trenerska
Był wychowankiem Stali Rzeszów. Grając w II lidze wystąpił w 20 meczach, strzelając 2 bramki. Po awansie Stali do I ligi, wystąpił w jej rozgrywkach w dwóch spotkaniach. Występował na pozycji prawoskrzydłowego. Grał także w Stali Łańcut, Resovii Rzeszów, Grunwaldzie Rzeszów i Sokołowiance Sokołów. Oprócz tego w Stali Rzeszów był również hokeistą.
Po zakończeniu kariery sportowej, jako trener prowadził m.in. Piasta Nowa Wieś, Crasnovię Krasne, a także drużynę juniorów Stali Rzeszów, z którą zdobył brązowy medal mistrzostw Polski. Jego wychowankami byli m.in. Tadeusz Złamaniec i Dariusz Marciniak.

### Działalność polityczna
Był zastępcą członka Komitetu Wojewódzkiego Polskiej Zjednoczonej Partii Robotniczej w Rzeszowie, a także członkiem Rady Wojewódzkiej Patriotycznego Ruchu Odrodzenia Narodowego. Działał także w związkach zawodowych. Zasiadał w zarządzie Zakładowego Niezależnego Samorządnego Związku Zawodowego Pracowników Wytwórni Sprzętu Komunikacyjnego w Rzeszowie. W 1985, reprezentując okręg rzeszowski, uzyskał mandat posła na Sejm PRL IX kadencji. Zasiadał w Komisji Transportu, Łączności i Żeglugi.
Pochowany na cmentarzu Wilkowyja w Rzeszowie.

## Odznaczenia
- Order Odrodzenia Polski
- Złoty Krzyż Zasługi
- Odznaka „Zasłużony dla województwa rzeszowskiego”